# Львівська школа живопису
Львівська школа живопису —  група художників-модерністів Львова 1930-х - 1990-х років. Окремі представники школи продовжують творити також в ХХІ ст.
Найбільший вплив на львівську школу живопису мав французький модернізм, зокрема фовізм та кубізм, частково сюрреалізм, а також польські мистецькі течії формізм і капізм.
Не всі живописці, що жили і творили у Львові протягом цього періоду, відносяться до «львівської школи» —  багато з них залишилися послідовниками інших творчих традицій, в котрих попередньо сформувалися.

## Історія школи та основні представники

### 1930-ті
Початки школи у 1930-х років сягають творчих об’єднань Артес, АНУМ, а також школи Олекси Новаківського. Серед українських художників цього періоду львівської школи варто назвати Григорія Смольського, Святослава Гординського, Ярославу Музику, Миколу Федюка, Софію Ґебус-Баренецьку, Романа Турина, Романа Сельського. Серед львівських єврейських художників це були Генрик Штренґ-Влодарський, Олександр Ример, Людвик Ліллє, Марґіт Райх-Сельська. Серед львівських польських художників-модерністів варто згадати Зиґмунда Радницького, Леопольда Левицького.

### 1940-1950-ті роки
Під час другої світової війни багато художників, учасників мистецького життя Львова 1930-х років опиняються по різні боки залізної завіси. Мистецьке життя Львова, що обережно намагається знайти свою нішу у післявоєнному Львові, гуртується навколо декількох важливих особистостей, передовсім це Роман та Марґіт Сельські, а також учні Романа Сельського Карло Звіринський, Данило Довбошинський, Володимир Патик, Іван Скобало. Щорічний пленер у Дземброні стає невід'ємною частиною творчого та педагогічного досвіду Сельських та Звіринського.

### 1960-ті роки
Нове покоління художників, що формується у це десятиліття, створює нове обличчя львівської школи. Багато з них було учнями учнів Романа Сельського. З’являються твори, що не лише дошукуються нових формальних пошуків, але також критично осмислюють реальність, дошукують нових засобів вираження. Серед яскравих представників львівської школи, що заявили про себе у цей період: Любомир Медвідь, Олег Мінько, Зиновій Флінта, Євген Лисик, Петро Маркович, Володимир Риботицький

### 1970-ті та 1980-ті роки
Нове покоління художників львівської школи продовжило формальні пошуки в напрямку цілковитої внутрішньої свободи: Роман Жук, Микола Шимчук, Роман Безпалків, Михайло Демцю, Борис Буряк, Василь Бажай, Роман Романишин.
Також з'являється група художників, котрі хоча й сформувалися львівською школою живопису, однак у своїй творчості виразно відмежувалися від модернізму попередніх поколінь й свідомо обрали власний шлях мистецького вираження: Юрій Кох, Володимир Кауфман, Ігор Подольчак, Олег Денисенко.

## Стиль
Художники, стиль яких сформувався в цих осередках, а також у контакті із Західною Європою, мають спільні теми та характерні засоби візуального вираження. Переважно, вони використовували тонально-колірні контрасти, інтенсивний колорит та експресивну манеру письма.